# KRTAP2-1
KRTAP2-1 (англ. Keratin associated protein 2-1) – білок, який кодується однойменним геном, розташованим у людей на 17-й хромосомі. Довжина поліпептидного ланцюга білка становить 128 амінокислот, а молекулярна маса — 13 514.
| 10         |  | 20         |  | 30         |  | 40         |  | 50         |
| ---------- |  | ---------- |  | ---------- |  | ---------- |  | ---------- |
| MTGSCCGSTF |  | SSLSYGGGCC |  | QPCCCRDPCC |  | CRPVTCQTTV |  | CRPVTCVPRC |
| TRPICEPCRR |  | PVCCDPCSLQ |  | EGCCRPITCC |  | PSSCTAVVCR |  | PCCWATTCCQ |
| PVSVQSPCCR |  | PPCGQPTPCS |  | TTCRTSSC   |  |            |  |            |

A: Аланін

C: Цистеїн

D: Аспарагінова кислота

E: Глутамінова кислота

F: Фенілаланін

G: Гліцин

I: Ізолейцин

L: Лейцин

M: Метіонін

P: Пролін

Q: Глутамін

R: Аргінін

S: Серин

T: Треонін

V: Валін

W: Триптофан